# (552) Sigelinde
(552) Sigelinde es un asteroide perteneciente al cinturón de asteroides descubierto el 14 de diciembre de 1904 por Maximilian Franz Wolf desde el observatorio de Heidelberg-Königstuhl, Alemania.
Está nombrado por Sigelinde, un personaje de la ópera La valquiria del compositor alemán Richard Wagner (1813-1883).